# Teatr Korez
Teatr Korez — prywatny teatr z siedzibą w Katowicach, mieszczący się w budynku Katowice – Miasto Ogrodów – Instytucja Kultury im. Krystyny Bochenek przy Placu Sejmu Śląskiego 2. Scena teatru, mieszcząca się na pierwszym piętrze, należy do mniejszych sal widowiskowych – ma powierzchnię 160 m² i oferuje 160 miejsc dla widzów.
Oprócz spektakli, teatr organizuje wystawy fotograficzne, spotkania literackie oraz projekcje filmowe. Jest także współorganizatorem przeglądów spektakli teatru popularnego, takich jak Katowicki Karnawał Komedii oraz Letnie Ogrody Teatralne.
Zespół Teatru Korez jest uznawany za jedną z najbardziej popularnych niezależnych grup teatralnych na Górnym Śląsku; działa pod dewizą: Teatr dla ludzi, który bawi, a nie nudzi. Oprócz występów na własnej scenie, teatr gościnnie prezentuje swoje spektakle na innych scenach oraz podczas festiwali, m.in. na Międzynarodowym Festiwalu Teatralnym Malta w Poznaniu, Festiwalu Teatrów Ogródkowych w Warszawie, Festiwalu Komedii Talia w Tarnowie oraz Międzynarodowym Festiwalu „Zderzenie” w Kłodzku. Jako pierwszy śląski teatr wystąpił w Teatrze Starym w Krakowie.

## Historia
Trzyosobowa amatorska grupa teatralna została założona w 1990 roku przez Michała Brysia, Bogdana Kalusa i Grzegorza Wolniaka, jednak wkrótce Michała Brysia zastąpił Mirosław Neinert (który rozpoczął studia). Nazwę „Korez” wymyślił Tadeusz Ogrodowczyk, instruktor teatralny. Premiera pierwszej sztuki odbyła się 21 maja 1990 roku w Domu Kultury w Chorzowie. W 1991 roku teatr otrzymał nagrodę Złotej Maski. W 1994 roku aktorzy Korezu wystawili Lekcję Eugène’a Ionesco w Starym Teatrze w Krakowie.

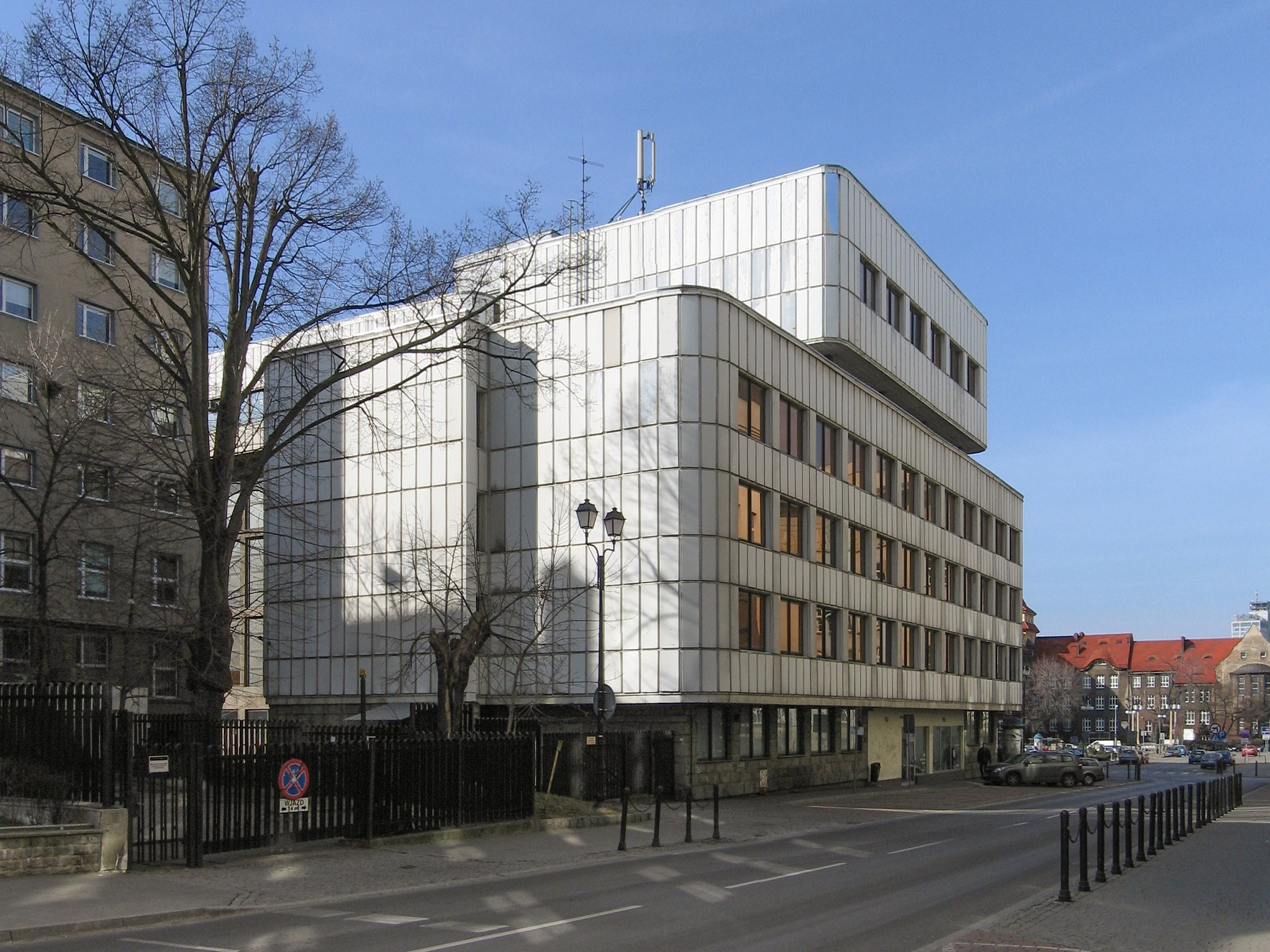
Budynek z siedzibą teatru (2018)

W 1997 roku, po siedmiu latach występów gościnnych na różnych scenach, teatr otrzymał od władz samorządowych Katowic stałą siedzibę – Scenę 113 w Górnośląskim Centrum Kultury, mieszczącą się przy Placu Sejmu Śląskiego 2. Inauguracja objęcia Sceny 113 (nazwa określa liczbę miejsc na widowni) odbyła się 9 listopada 1997 roku, a Korez zagrał po raz setny jednoaktówki Czechowa.
W 1998 roku dyrektor Mirosław Neinert zainicjował festiwal teatralny pod nazwą Letni Ogród Teatralny, który zespół teatru współorganizuje nieprzerwanie od 1999 roku.
W 2002 roku, jako pierwszy teatr na Górnym Śląsku, Korez wydał płytę z własnymi aranżacjami piosenek Nicka Cave'a.
W 2004 roku teatr zapoczątkował nurt „śląskich spektakli”, wystawiając sztukę na podstawie Cholonka, czyli dobrego Pana Boga z gliny Janoscha, w reżyserii Mirosława Neinerta i Roberta Talarczyka.

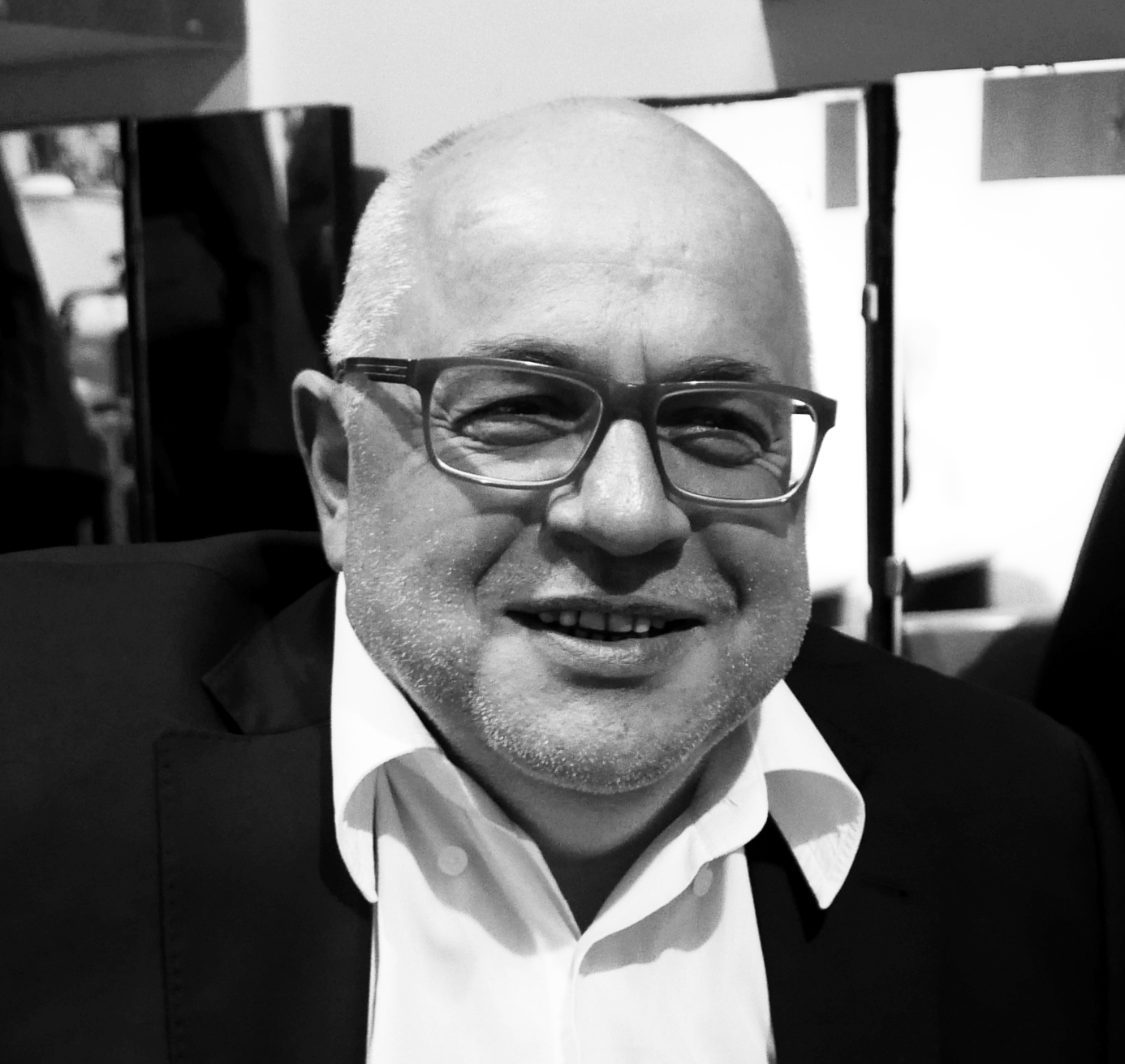
Dyrektor artystyczny teatru: Mirosław Neinert

Od 2008 roku teatr współorganizuje Katowicki Karnawał Komedii, w którym brali udział m.in. Krystyna Janda, Piotr Fronczewski, Krzysztof Tyniec, Ewa Kasprzyk, Joanna Szczepkowska oraz Jerzy Stuhr.
Od lipca 2015 roku przy teatrze działa również sala wystawowa Teatru Korez – galeria, która prezentuje wystawy malarzy, grafików i fotografów. Znajduje się ona w pomieszczeniach dawnego Centrum Scenografii Polskiej.
W 2020 roku teatrowi nadano tytuł „Zasłużony dla miasta Katowice”.
W 2024 roku nagrano spektakl Mianujom Mie Hanka dla Teatru Telewizji.

## Wybrane spektakle
(źródło:)
- 1990 — Scenariusz dla trzech aktorów (Bogusław Schaeffer, reż. zespół teatru):
  - Główna nagroda oraz nagroda publiczności na XV Konkursie Teatrów Ogródkowych w Warszawie (2001)[11]
  - Główna nagroda na Grudziądzkiej Wiośnie Teatralnej 2004[24].
- 1999 — Homlet (William Shakespeare, reż. Mirosław Neinert):
  - Nagrodzony w 2001 roku na VII Ogólnopolskim Konkursie w ramach Wystawy Polskiej Sztuki Współczesnej[20].
- 2004 — Cholonek, czyli dobry Pan Bóg z gliny (Janosch, reż. Mirosław Neinert i Robert Talarczyk):
  - Główna nagroda Festiwalu Teatrów Europy Środkowej „Sąsiedzi”[25].
  - W 2005 roku Złota Maska dla Grażyny Bułki i Mirosława Neinerta[26].
- 2007 — Kolega Mela Gibsona (Tomasz Jachimek, reż. Waldemar Patlewicz):
  - Nagroda główna na VI Ogólnopolskim Przeglądzie Monodramu Współczesnego w Warszawie[24];
  - Złota Maska 2008 dla Mirosława Neinerta za rolę Feliksa Rzepki[24];
  - Grand Prix XVI Międzynarodowego Festiwalu „Zderzenie” w Kłodzku[24];
  - Nagroda Aktorska dla Mirosława Neinerta na XII Ogólnopolskim Festiwalu Komedii TALIA 2008 w Tarnowie[24].
- 2016 — Wiwisexia (Tomasz Jachimek, reż. Mirosław Neinert):
  - Złoty Miedziak w kategorii najlepszy spektakl komediowy na XX Festiwalu „Oblicza Teatru” Polkowice[24].
- 2016 — Mianujom Mie Hanka (Alojzy Lysko, reż. Mirosław Neinert):
  - Złota Maska za rok 2016 w kategorii aktorstwo dla Grażyny Bułki[24];
  - „Najlepszy spektakl dekady” na Jesieni Teatralnej w Lubinie 2018.[24]
- 2022 — Weltmajstry (Zbigniew Rokita, reż. Robert Talarczyk, muzyka Miuosh)[24][27]

## Aktorzy
(źródło:)
- Grażyna Bułka
- Dariusz Chojnacki
- Bogdan Kalus – aktor filmowy, wcześniej także twórca kabaretowy
- Barbara Lubos
- Izabela Malik
- Mirosław Neinert – dyrektor, laureat m.in. nagrody Prezydenta Miasta Katowice
- Dariusz Niebudek
- Elżbieta Okupska – aktorka filmowa oraz związana z chorzowskim Teatrem Rozrywki
- Piotr Warszawski – laureat Złotej Maski
- Dariusz Stach
- Ireneusz Załóg
- Robert Talarczyk – dyrektor Teatru Śląskiego w Katowicach, aktor, reżyser, scenarzysta

## Odznaczenia i wyróżnienia
- Wszyscy członkowie teatru zostali wybrani na najpopularniejszych aktorów regionu w plebiscycie „Gazety Wyborczej”[29].
- Tytuł „Zasłużony dla miasta Katowice” (2020)[30].
- Nagroda im. Wojciecha Korfantego (2023)[31][32].